# Edward Little
Pour les articles homonymes, voir Little.
Edward Little, né le 14 décembre 1811 à Winterborne Kingston et mort vers le 9 mai 1848 en Arctique, est un officier de marine britannique.

## Biographie
Entré dans la Royal Navy en 1832, promu lieutenant en 1837 et commandant en 1846, il est un des officiers de John Franklin sur le HMS Terror lors de son expédition en Arctique.
Il disparait comme tous ses compagnons durant ce voyage.
Jules Verne, dans son roman Les Aventures du capitaine Hatteras (partie 1, chapitre XVIII) amalgame par erreur son nom à celui de George Henry Hodgson.
Dans la série télévisée The Terror, son rôle est tenu par Matthew McNulty.